# كاترين كار
كاترين كار (بالإنجليزية: Catherine Carr)‏ هي كاتبة سيناريو أمريكية، ولدت في 1880 في أوستن في الولايات المتحدة، وتوفيت في 18 يناير 1941 في هوليوود في الولايات المتحدة.

## وصلات خارجية
- كاترين كار على موقع IMDb (الإنجليزية)
- كاترين كار على موقع أول موفي (الإنجليزية)
- كاترين كار على موقع قاعدة بيانات الأفلام السويدية (السويدية)
- كاترين كار على موقع كينوبويسك (الروسية)